# Gerard Gaudaen
Gerard Gaudaen (Sint-Niklaas, 9 januari 1927 – aldaar, 26 juni 2003) was een Belgisch lino- en houtsnijder en vooral ontwerper van een aantal ex-librissen. Hij was de tweede zoon in het gezin van kunstsmid Jean Gaudaen. Opleiding volgde hij aan de Academies van Sint-Niklaas en Gent (bij Victor Stuyvaert) en het NHISKA (Mark Severin en Jan Vaerten). Hij volgde ook lessen bij Romain Malfliet.  
Hij won de prijs Baron de Brouwer (1955 en 1958), de Nationale Bank prijs voor ex-libris (1956-57), prijs van de Koninklijke Academie (1961), Europaprijs voor ex-libris Olomoue (Tsjecho-Slowakije, 1966), Beurs E. Baie (1967) en de Gouden Penning van de Vlaamse Raad (1994). 
Hij werd tekenleraar aan het Atheneum van Sint-Niklaas en leraar houtsnede aan de Koninklijke Academie voor Schone Kunsten van Gent (1963-70). Leraar en directeur (1971-91) was hij aan de Academie van Antwerpen. Na de oorlog kwam hij in het grafisch atelier van Victor Stuyvaert en in Antwerpen bij Mark Severin terecht.  
In 1983 werd hij directeur van de Koninklijke Academie voor Schone Kunsten van Antwerpen. Dat bleef hij tot in 1991. Ondertussen hield hij tientallen tentoonstellingen in binnen en buitenland, was hij actief als boekillustrator, als tekenaar en ontwerper van postzegels en ex-librissen en was hij een van de oprichters van het Internationaal Exlibriscentrum te Sint-Niklaas.

## Internationale prijzen
- Exlibriswedstrijd "Katowice 1992" Stedelijke bibliotheek van Katowice, Polen. 3de prijs.
- Exlibriswedstrijd "Gerard Mercator en de cartografie" te Sint-Niklaas. 1993.
- Prijs "Houtland" voor gravure. 1993.
- Prijs "Soborna Ukraina" Kiev. 1993.
- Gouden Erepenning. Alden Biesen. 1994.

## Tentoonstellingen

### Individuele tentoonstellingen
- Tsjechië, 1993
- Sobotka, 1993
- Praag, Hollar Academie, 1993
- Nieuwpoort, Imset, 1994
- Oostende, Ocean, 1994
- Gent, Huis Derave, 1995

### Groepstentoonstellingen
- Hulst, 1992
- Sint-Niklaas, 1993
- Milaan Exlibriscongres, 1994

- Bibliothèque nationale de France: cb149745409 (data)
- Digitale Bibliotheek voor de Nederlandse Letteren: gaud003
- Gemeinsame Normdatei: 118537784
- International Standard Name Identifier: 0000 0001 1460 7602
- Library of Congress Control Number: nb2009020001
- Nederlandse Thesaurus van Auteursnamen: 072756438
- RKD-Nederlands Instituut voor Kunstgeschiedenis: 30434
- Virtual International Authority File: 42629317
- WorldCat: E39PBJyxm3Q9WhTDX4YypJCYT3